# سيرجي كوزلوف
سيرجي كوزلوف (بالروسية: Козлов, Сергей Семёнович)‏ (4 مايو 1960 بخاباروفسك في روسيا - 4 يناير 2014 بخاباروفسك في روسيا) هو مدرب كرة قدم ولاعب كرة قدم روسي (وحمل سابقاً جنسية الاتحاد السوفيتي) في مركز الدفاع. لعب مع دينامو ستافروبول وFC Okean Nakhodka ‏ وFC Smena Komsomolsk-na-Amure ‏ ونادي سكا خاباروفسك.

## وصلات خارجية
- سيرجي كوزلوف على موقع قاعدة بيانات كرة القدم.إي يو (الإنجليزية)